# Kleinbahn Wesel-Rees-Emmerich

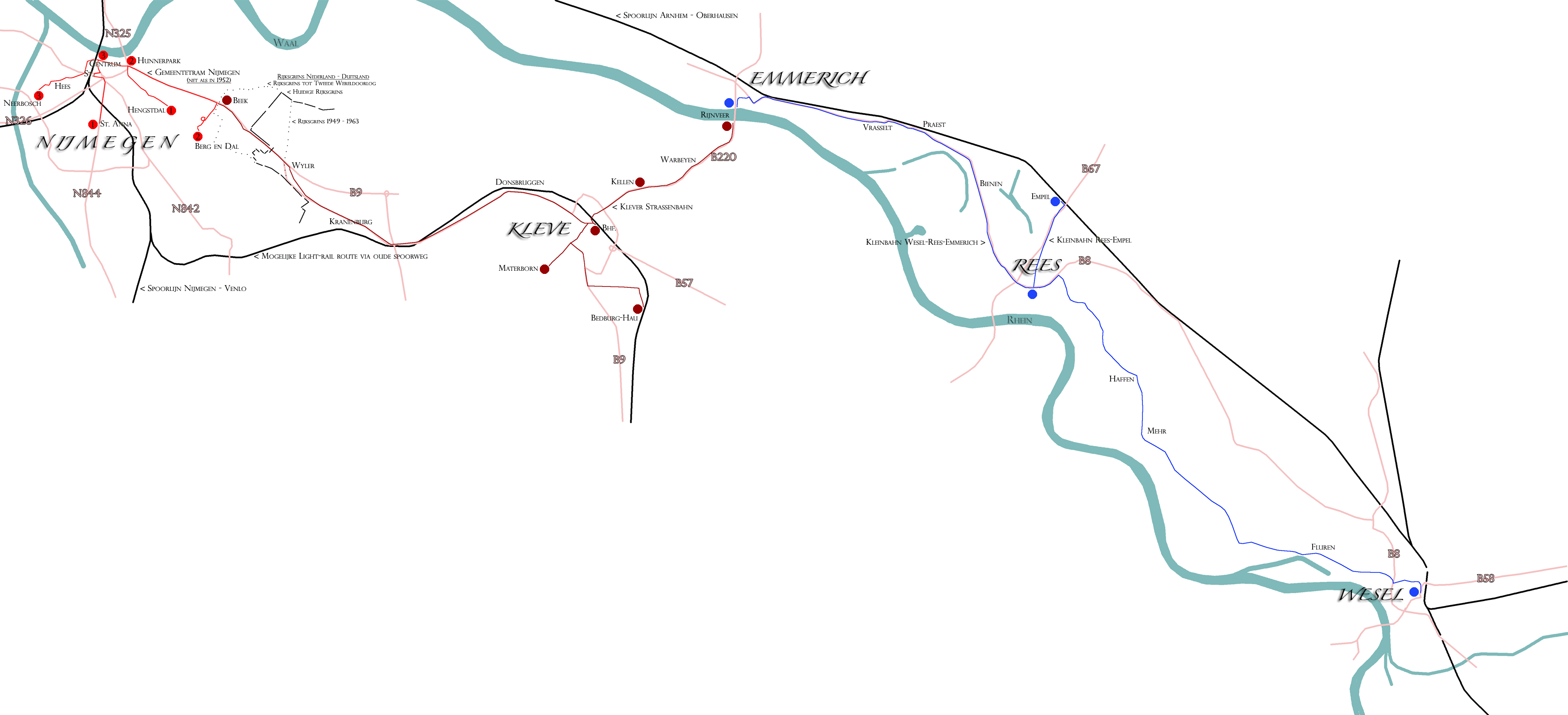
Het tram- en Kleinbahn-net tussen Nijmegen en Wesel.

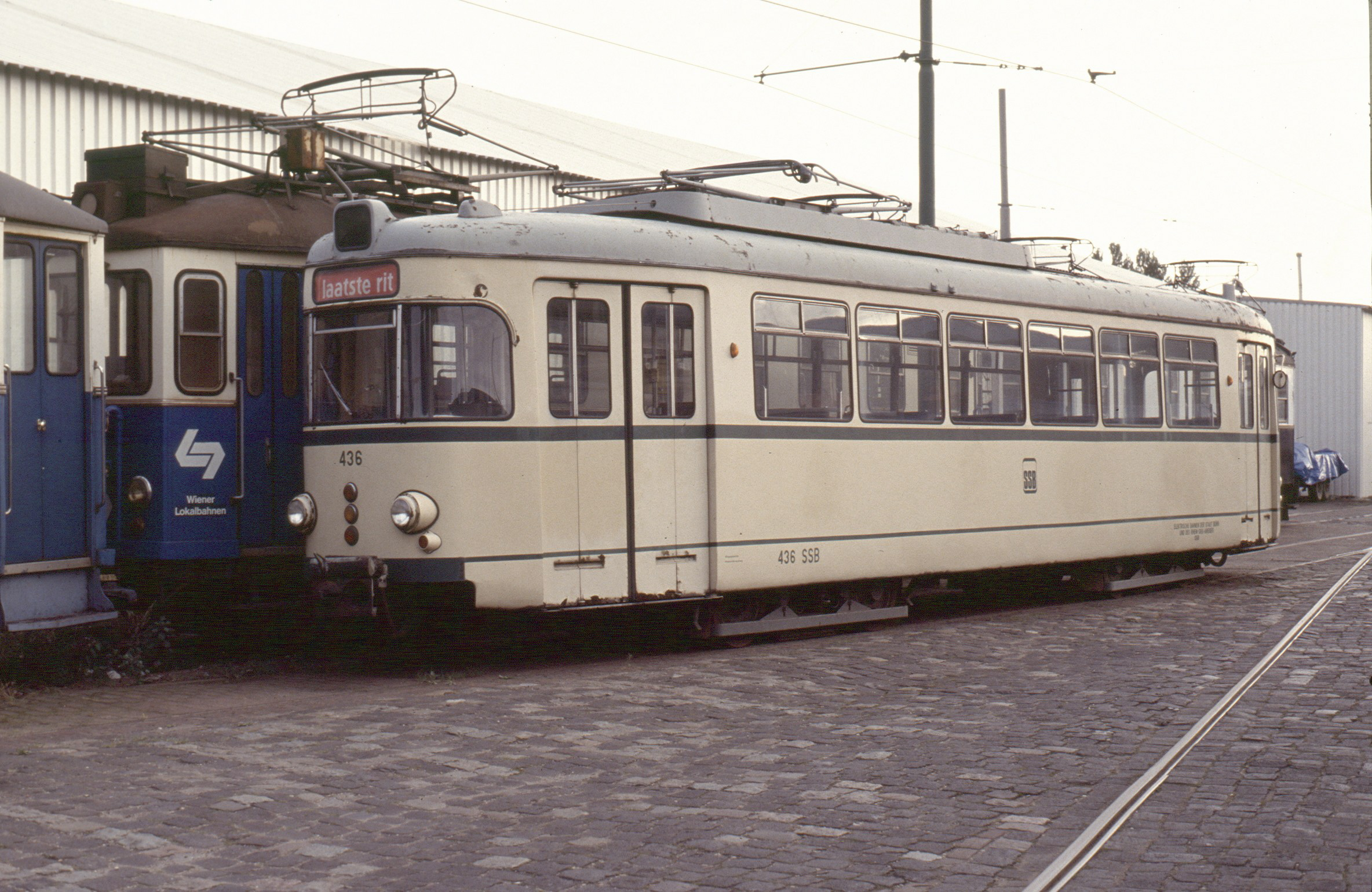
Düwag-Großraumwagen 8 van de Kleinbahn Wesel-Rees-Emmerich reed vanaf 1967 als 437, vanaf 1968 als 436, bij de SSB en kwam in 1991 naar de Electrische Museumtramlijn Amsterdam, 1991.

De Kleinbahn Wesel-Rees-Emmerich was een interlokale tramverbinding in de Landkreis Rees, die de Kreisstadt Wesel met de steden Rees en Emmerik verbond. Ze werd tussen 25 mei 1914 tot 31 december 1966 geëxploiteerd. De verbinding had een eigen baan en verliep in Wesel ongeveer 2 kilometer langs de latere Bundesstraße 8 (B8) en daarna over een aparte baan langs de Rijndijk van dorp tot dorp om bij Emmerich weer op de B8 aan te sluiten.
De frequentie bestond uit meestal één tram per uur terwijl op zondagen om de 30 minuten werd gereden. Het totale traject van bijna 40 kilometer werd in 1 uur en 50 minuten afgelegd. In het stadje Rees was er vanaf 28 februari 1915 een aansluiting op de Kleinbahn Rees-Empel. Een Kleinbahn was een Pruisische definitie van een 'spoorlijn die wegens haar geringe belang voor het algemene spoorverkeer, met betrekking tot de bouw en de exploitatie met minder strenge regels toe kan dan een hoofdspoorlijn' (Preußisches Kleinbahngesetz van 28 juli 1892).

## Geschiedenis
In 1908 besloot de Landkreis Rees een spoorverbinding tussen Wesel en Emmerik via Rees te bouwen waarna in 1909 werd besloten dat dit een elektrische Kleinbahn op normaalspoor zou worden. (De hoofdspoorlijn Oberhausen – Emmerik, ook wel 'Hollandstrecke' genoemd, bestond al sinds 1856, maar deed Rees niet aan.) In Wesel zou een overstap mogelijk moeten zijn op de spoorlijnen naar Bocholt, Münster, Oberhausen en Xanten (dat via Goch met het Nederlandse Boxtel en 's-Hertogenbosch was verbonden), en in Emmerik op het door de Klever Straßenbahn GmbH (Tram van Kleef) uitgebate veer over de Rijn naar Kleef. Tevens omvatte het plan een aansluiting op de op 4 juni 1903 geopende Nederlandse tramverbinding tussen Emmerik en Zutphen (Tramlijn Zutphen - Emmerik).
Op 23 juli 1910 werd tot de bouw van de lijn besloten; RWE (Rheinisch-Westfälisches Elektrizitätswerk AG) kreeg hiervoor de opdracht. Een dochterbedrijf van de RWE, de Rheinisch-Westfälische Straßen- und Kleinbahnen GmbH, voerde de klus uit en verkreeg op 5 augustus 1912 de concessie voor het gedeelte tussen Wesel en Rees en op 29 april 1916 voor het deel Rees – Emmerik. Op 25 mei 1914 werd de dienst tussen Wesel en Rees feestelijk geopend. Naast het passagiersvervoer was goederenvervoer een belangrijke bron van inkomsten. Helaas bleek het tijdens de bouw niet mogelijk, zoals oorspronkelijk gepland, in Wesel door het stadscentrum naar het hoofdstation te rijden. Deze aansluiting zou er pas in 1951 komen. Door het uitbreken van de Eerste Wereldoorlog werd de aanleg van het deel tussen Rees en Emmerik vertraagd. Omdat er op dit lijngedeelte nog geen bovenleiding was aangelegd werd de dienst met behulp van een stoomlocomotief uitgevoerd. In november 1919 werd het deel Rees – Vrasselt geëlektrificeerd en het laatste deel tot Emmerich volgde op 3 mei 1921.

## Oorlogsschade en herstel
Tijdens de Tweede Wereldoorlog werd het traject op 7 oktober 1944 rond Emmerik ernstig door bombardementen getroffen, daarna werd ook in Rees getroffen. Tot in februari 1945 werd het bedrijf voortgezet. Door zware bombardementen op Wesel werd de dienst op de gehele lijn gestaakt per 24 februari 1945 wegens grote beschadigingen aan baan en materieel. Op 13 juli 1950 besloot de Landskreis de lijn tussen Wesel en Rees te herbouwen. De bovenleidingmasten en rails van het niet meer te openen baanvak tussen Rees en Emmerik werden gebruikt voor herstel van het zuidelijke gedeelte. Op 9 juni 1951 konden passagiers weer gebruikmaken van de Kleinbahn tussen Wesel en Rees, een verbinding van 25,8 kilometer lengte. Omdat de Weselse binnenstad na bombardementen ingrijpend was veranderd kon de Kleinbahn uiteindelijk door de stad naar het hoofdstation van Wesel worden doorgetrokken.
Op de gereactiveerde lijn werden Aufbau-motorwagens met gebruikmaking van oude onderstellen en bijwagens van het type KSW (Kriegsstraßenbahnwagen) ingezet. Het trammaterieel was in het begin van de jaren 1960 nog aangevuld met twee Düwag-Eenheidswagens, zgn. 'Großraumwagens'.

## Opheffing
Het RWE als pachter van de lijn wilde van zijn laatste tram bedrijf af. Het pachtcontract liep nog tot 1976, maar werd in onderling overleg voortijdig beëindigd en als schadevergoeding betaalde het RWE 1,1 miljoen Mark aan de Kreis Rees. De laatste tram tussen Rees en Wesel reed op 30 april 1966 en het goederenvervoer werd op 31 december 1966 beëindigd. De Kleinbahn werd geheel opgebroken en de beide 'Großraumwagen' werden naar Bonn verkocht. Als fietspad kan nog een groot gedeelte van de oorspronkelijke route worden bereden.
Düwag-Großraumwagen 8 van de Kleinbahn Wesel-Rees-Emmerich reed vanaf 1967 als 437, vanaf 1968 als 436, bij de SSB en kwam in 1991 naar de Electrische Museumtramlijn Amsterdam. In ging deze 2003 naar Nieuwegein en in 2005 naar een trammuseum in Ferlach nabij Klagenfurt (Oostenrijk).